# 천리마체
천리마체(千里馬體)는 조선민주주의인민공화국에서 사용되는 글꼴이다.

## 특징
천리마체는 제도에 따라 그려진 글씨체를 의미하며, 그린 글씨체라고 한다. 이 서체는 선전 포스터와 상표인쇄, 각 종 인쇄물에 쓰이며 《활자글씨체》(인쇄체)라고 한다. 조선민주주의인민공화국에서는 천리마체를 처음에 고딕체(gothic)라고 불렸으나, 1961년에 말다듬기사업을 통하여 천리마체라고 이름이 바뀌였다. 지금까지 천리마체는 14종이 만들어졌는데, 지금은 천리마체 스타일과 광명체(3.1월간체) 스타일로 나뉘며, 보통 천리마체를 정사각형 획에 굵은 글씨체라고 가리킨다. 인쇄물에 쓰일 경우에는 제목글, 글에서 무엇을 위해 강조하고 싶은 부분에서 쓰인다. 《로동신문》에서는 1970년대까지 천리마체를 본문과 제목글에서 사용되기도 했다.
천리마체도 청봉체와 마찬가지로 컴퓨터로 통한 제도기술로 인해 여러 가지 서체들이 개발되었다. 그 중에는 천리마 가는체, 천리마 둥근체도 있으며, 정보기관에서는 고직체라고 부르기도 한다.

## 종류
| - 천리마체 - 천리마 가는 체 - 천리마 굵은 체 - 천리마 긴 체 - 천리마 긴 가는 체 | - 천리마 긴 굵은 체 - 천리마 둥근 체 - 천리마 둥근 긴 체 - 천리마 끝 굽은체 - 천리마 오목체 | - 천리마 그림자체 - 천리마 윤곽체 - 천리마 스키체 - 천리마 변체 - 천리마 둥근 변체 |